# 山本巌
山本 巖（やまもと いわお、1947年2月27日 - ）は、日本の元ラグビー選手及び同指導者。

## プロフィール
- 愛媛県出身。
- 現役時代の主なポジションはフルバック(FB)及びスタンドオフ(SO)。
- 日本代表キャップは1。

## 来歴
新田高校を経て、早稲田大学（以下、早大）へ進む。
早大1年時に出場した、1966年（1965年度）1月15日に花園ラグビー場で行われた第3回日本ラグビーフットボール選手権大会（以下、日本選手権）において、9対9の同点で迎えたノーサイド寸前に、同大会連覇を狙う八幡製鐵が痛恨のペナルティを取られ、早大がペナルティ・キック(PK)を得た。キッカーを務めた山本はそれを決め、早大は初の日本一を手中にした。
早明戦は2年時より3年連続で出場。4年時には早大の主将を務めた。また、全国大学ラグビーフットボール選手権大会（大学選手権）でも1965年度、1966年度において優勝を経験。
早大卒業後、リコーに入社。『和製オールブラックス』の異名を取り、大卒のスタープレーヤーばかりを集めたタレント軍団の一員として、全国社会人ラグビーフットボール大会（全国社会人大会）で3回、日本選手権で2回の優勝に貢献した。そして1973年、カーディフで行われたウェールズ代表との一戦で、ラグビー日本代表（以下、日本代表）に選出されて出場し、キャップ1を獲得した。
現役引退後、日本代表監督を3回（1980年、1982年、1996年）、またチームが結成されたばかりだったサントリーの監督等を歴任した後、2007年より松山大学ラグビー部監督に就任した。